# Níjar
Níjar este o municipalitate și un oraș din provincia Almería, Andaluzia, Spania cu o populație de 19.332 locuitori.